# Луганский пикинёрный полк

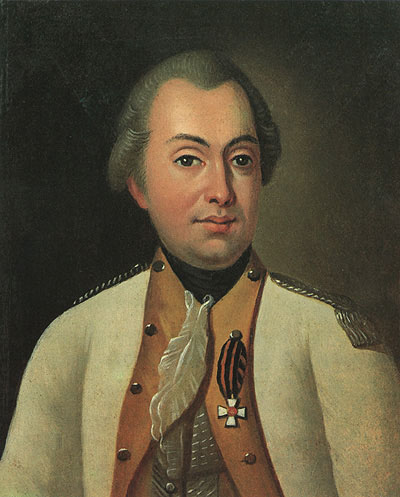
Портрет М. И. Кутузова в мундире полковника Луганского пикинёрного полка.

Луганский пикинёрный полк — регулярный поселенный конный полк Российской армии, вооруженный пиками, саблями и карабинами, сформированный из пандурских поселённых полков, из полков Шевича и Депрерадовича, Бахмутского конного казачьего полка. и добровольцев из числа поселённых черкасов (казаков) и крестьян-поселенцев.
Пикинёрный полк 20-ти ротного состава сформированный в Новороссийской губернии и наименован Луганским в честь места расселения личного состава полка и жителей Славяносербии, по реке Лугань, в созданной губернии. Пикинёры были обязаны нести постоянную военную службу защищая Русскую землю, от набегов османов, перекопских и крымских татар. 28 июня 1783 года пикинёрный полк вошёл в состав Мариупольского легкоконного. Штаб-квартира — крепость Луганск. В другом источнике указано что в 1780 году близ села Луганского, бывшего штаб-квартирой луганского пикинерского полка был устроен шанец, которому дано имя Павлограда.

## История
Луганский пикинёрный полк был сформирован в 1764 году (в этом же году была создана Новороссийская губерния) из расформированных сербских пандурских полков и Бахмутского конного казачьего полка, состоявших из русских, сербов, греков, македонцев, болгар, молдован, турок и так далее, составлявших так называемых бахмутских, мояцких и торских казаков.
Полк был расселен вдоль Лугани в Славяносербии. Административно Луганский полк входил в состав Бахмутской провинции Новороссийской губернии вместе с Бахмутским и Самарским гусарскими полками.
Полк делился на 20 рот, дислоцированных гарнизонами по укреплениям (населённым пунктам) — поселений (шанцев) Новой России. Военно-земледельческие поселение, расселённое поро́тно, в зависимости от местности, на расстоянии 6—8 вёрст, а в степной на 25—30 верст друг от друга. Каждое поселение для своей обороны должно было иметь маленькую крепостцу-шанец, по большей части в виде бастионного 4-х угольника, по 100 саженей в каждой его стороне. Четверть каждой роты составляли пешие стрелки-фузилёры. Остальная часть — конные пикинёры, вооружённые пиками, саблями и карабинами. Начиная с Первой турецкой войны, личный состав Луганского пикинёрного принимал деятельное участие во всех войнах по защите народов на юго-западе России, в XVIII веке и начале XIX века.
В 1777 году полковником (то есть командиром) Луганского полка был назначен М. И. Кутузов. В 1783 году после присоединения Крыма Луганский полк был объединён с Полтавским пикинёрским полком в Мариупольский легкоконный полк бригадиром Михаилом Кутузовым.

## Знамённый герб
По заданию Военной коллегии, в 1775 году, был составлен новый (по сравнению со Знаменным гербовником Миниха) знаменный гербовник. Основную работу по составлению гербовника взял на себя герольдмейстер князь М. М. Щербатов. Поэтому гербовник получил в литературе название «Гербовник Щербатова».

В Гербовнике содержались изображения 35 гербов для знамён новых русских полков, в том числе и «Луганского». В 1776 году был назначен герб для полка:
въ зеленомъ поле, «девять белыхъ или серебряныхъ фигуръ, на подобіе розъ, въ три ряда расположенныя».

## Форма одежды

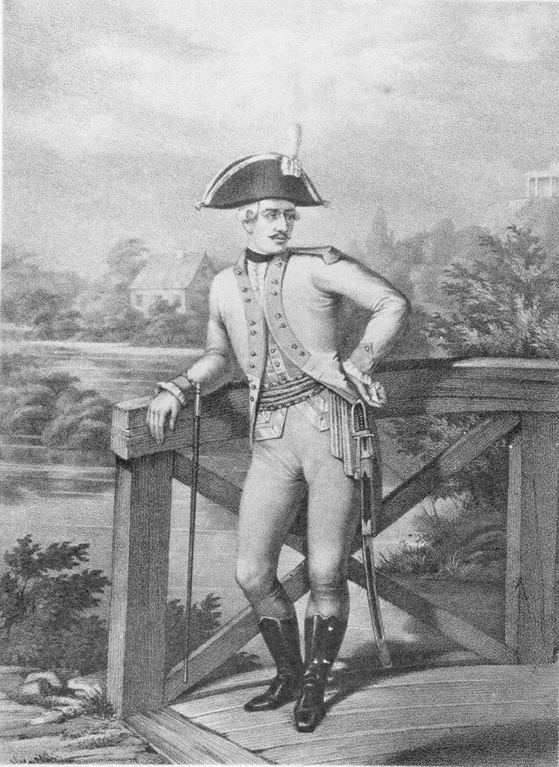
Штаб-офицер Луганского пикинёрного полка 1776—1784 годов.
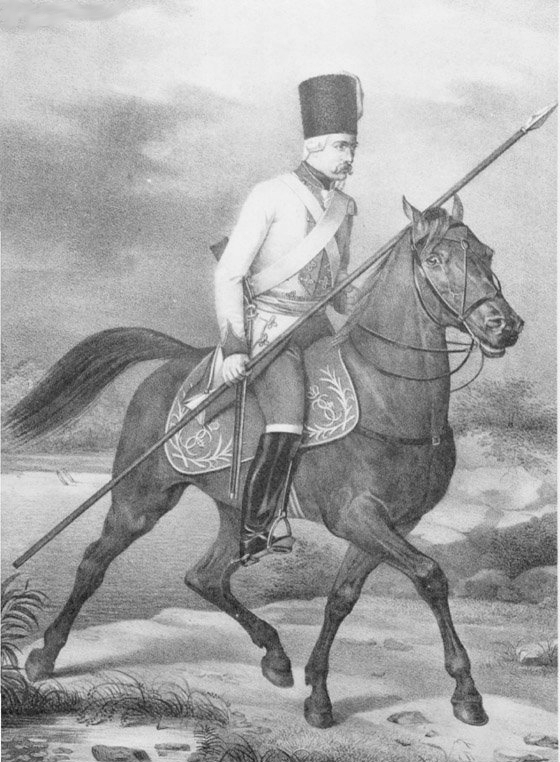
Кавалерист пикинёрных полков 1764—1776 годов.
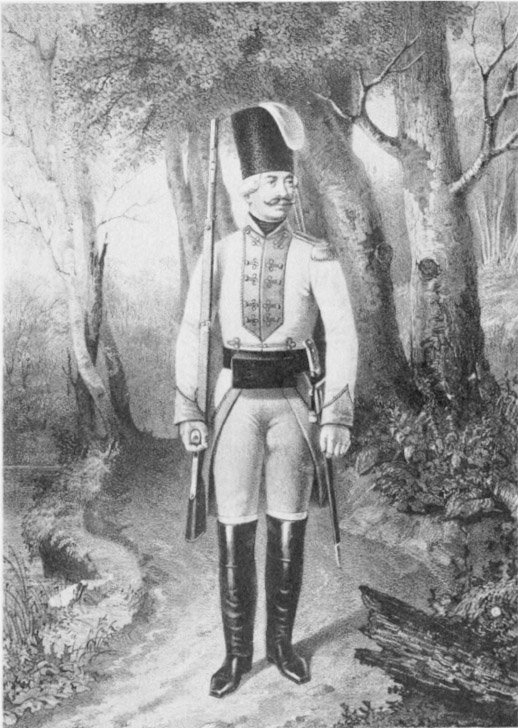
Пеший стрелок Луганского пикинёрного полка 1764—1776 годов.